# General Jumbo
General Jumbo är en brittisk pojkhjälte i en tecknad äventyrsserie för barn, publicerad i DC Thomsons tidning Beano åren 1953–1975. Serien tecknades ursprungligen av Paddy Brennan. (Under en kort period kallades den även "Admiral Jumbo".)
Historien handlade om tolvårige Alfie Johnson, av sina skolkamrater kallad "Jumbo" på grund av sin övervikt. Efter att ha räddat livet på vetenskapsmannen Professor Carter blir Jumbo belönad med att få befälet över professorns armé av minirobotar, ett experiment utarbetat för brittiska försvarsmakten. Utrustad med en fjärrkontroll använder General Jumbo sina minirobotar för att bekämpa brott och uppleva allehanda äventyr.
"General Jumbo" dyker fortfarande upp en gång om året i brittiska Beano Annual.

## Pastischer och parodier
Pastischer på General Jumbo har bland annat dykt upp i Alan Moores "Captain Britain" (här kallad Coloner Tusker), Grant Morrisons "Zenith" (ej namngiven) och Paul Grists "Jack Staff" (som General Tubbs). 
En parodi kallad General Jubblies förekom i den burleska skämttidningen Viz.